# Goleniów
Goleniów é um município da Polônia, na voivodia da Pomerânia Ocidental e no condado de Goleniów. Estende-se por uma área de 11,78 km², com 22 553 habitantes, segundo os censos de 2017, com uma densidade de 1914,5 hab/km².